# Dirty Old Town
Dirty Old Town è una canzone scritta da Ewan MacColl nel 1949, successivamente resa popolare dai The Dubliners e The Pogues.

## Storia
La canzone parla di Salford, città in cui MacColl nacque e crebbe, e fu originariamente composta per un intermezzo necessario per un cambio di scena nella sua commedia Landscape with Chimneys, ambientata in una città industriale del nord dell'Inghilterra, ma, con la crescente popolarità della musica folk, la canzone divenne nota separatamente dall'opera teatrale.
Il primo verso si riferisce al croft (un appezzamento di terreno) adiacente all'officina del gas, e successivamente la canzone parla del vecchio canale della zona, il Manchester Bolton & Bury Canal.
La frase sull'odore della primavera nel vento di Salford, nella versione originale "the Salford wind", è talvolta cantata come "the sulphured wind" ("vento sulfureo"). La maggior parte dei cantanti tende in ogni caso ad abbandonare del tutto il riferimento a Salford, a favore di chiamare il vento "smoky" ("fumoso").

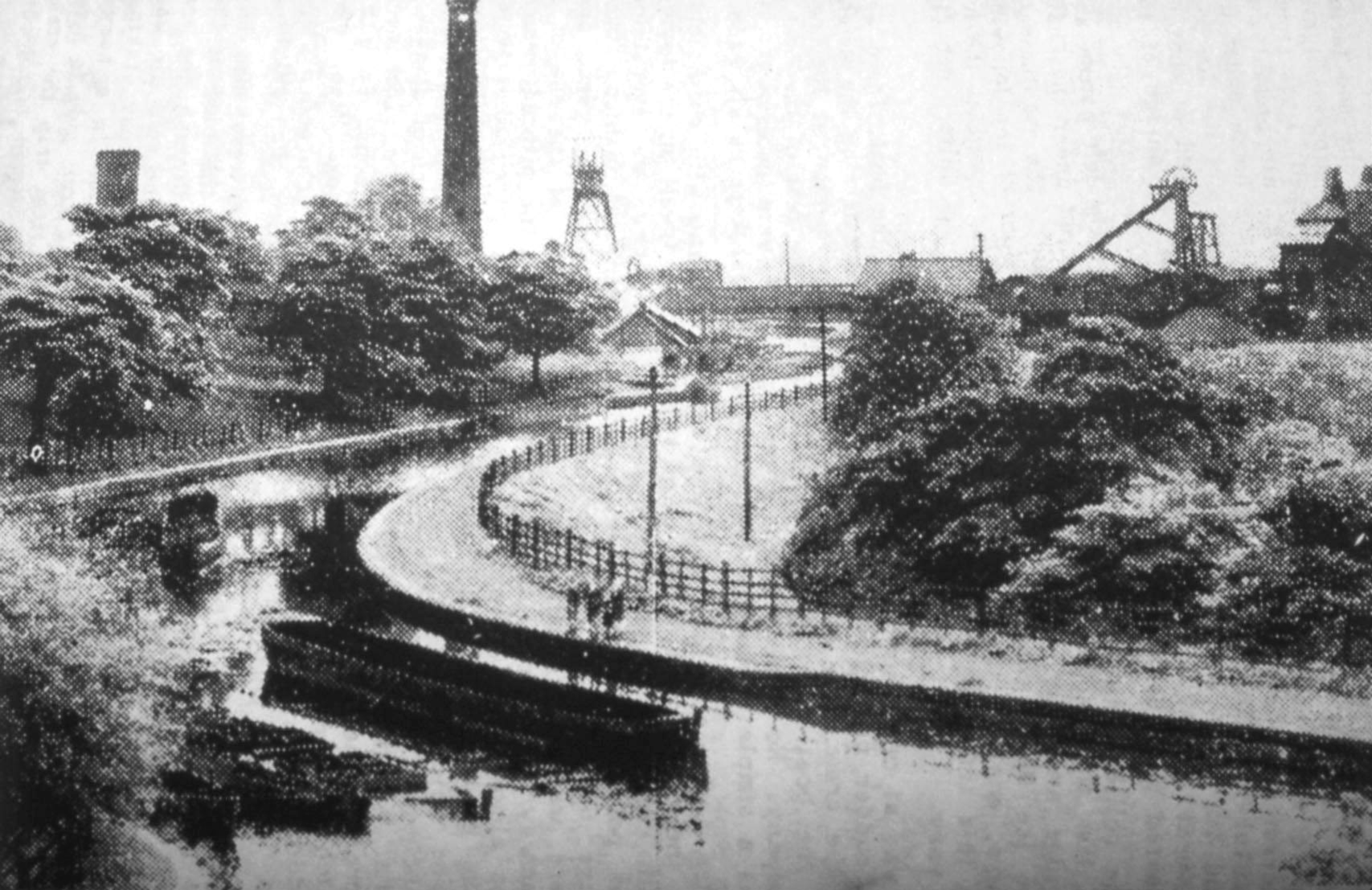
Una parte del canale a cui fa riferimento la canzone

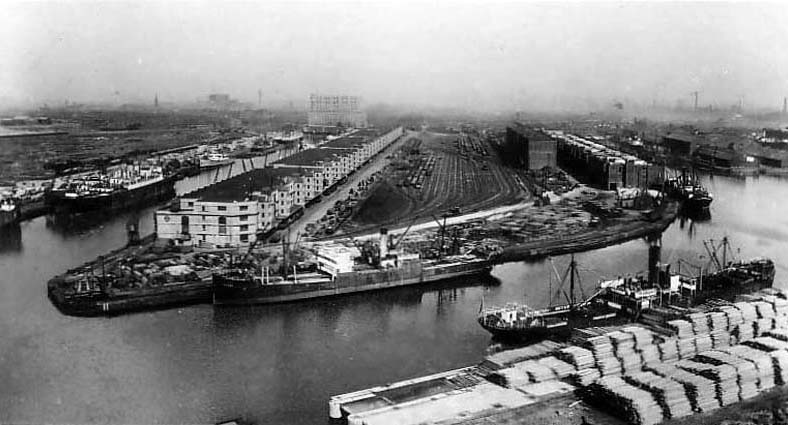
Salford Docks, un altro luogo menzionato nella canzone

La versione della canzone dei Pogues viene riprodotta allo stadio del Salford City FC durante l'ingresso in campo della squadra.